# Melbourne (Florida)
Melbourne város az USA Florida államában, Brevard megyében. Lakosainak száma 84 678 fő (2020. április 1.).

## Népesség
A település népességének változása:
| Lakosok száma | 70   | 76 068 | 84 678 |
|               | 1885 | 2010   | 2020   |